# 丽江岩虎耳草
丽江岩虎耳草（学名：Saxifraga hypericoides var. likiangensis）为虎耳草科虎耳草属下的一个变种。

## 扩展阅读
- 維基物種上的相關：丽江岩虎耳草